# Силы быстрого реагирования (Судан)
Силы быстрого реагирования (СБР, араб. قوات الدعم السريع‎, также Силы быстрой поддержки) — суданская военизированная организация. До 2023 года подчинялись правительству страны. Некоторые источники ошибочно называют СБР спецназом, но на самом деле они являются лёгкой мобильной пехотой.

## История
СБР были созданы в 2013 году на базе проправительственного ополчения «Джанджавид», участвовавшего в войне в Дарфуре. Организация образовалась при реорганизации ополчения, продолжая вместо него участвовать в конфликте.
Формирование подчинялось Национальной службе разведки и безопасности, хотя в боевых действиях в Дарфуре СБР возглавляли военные. Во время политического кризиса 2019 года их подразделения привлекались для подавления протестов. Совместно с другими силовиками СБР организовала массовое убийство оппозиционеров в Хартуме 3 июня.
Помимо внутрисуданских конфликтов, СБР участвовала в боевых действиях в Ливии и Йемене. 25 июля 2019 года около 1000 бойцов RSF из числа Джанджавид прибыли в Ливию для поддержания войск Хафтара в наступлении на Триполи.
В апреле 2023 года организация под руководством генерала Мухаммада Хамдана Дагло вступила в вооруженный конфликт с действующей властью.